# Matthieu Bailet
Matthieu Bailet (Nizza, 23 aprile 1996) è uno sciatore alpino francese.

## Biografia
Fratello di Margot, a sua volta sciatrice alpina, e attivo in gare FIS dal novembre del 2011, Bailet ha esordito in Coppa Europa l'11 gennaio 2014 a Wengen in discesa libera, senza completare la prova. Nel 2016 ha vinto la medaglia d'oro nel supergigante ai Mondiali juniores che si sono disputati a Soči/Roza Chutor e ha debuttato in Coppa del Mondo, il 17 marzo a Sankt Moritz in supergigante senza completare la prova. Ai Mondiali di Cortina d'Ampezzo 2021, sua prima presenza iridata, si è classificato 25º nella discesa libera e 7º nel supergigante; il 7 marzo dello stesso anno ha colto il primo podio in Coppa del Mondo, piazzandosi al 2º posto nel supergigante disputato a Saalbach-Hinterglemm. Ai XXIV Giochi olimpici invernali di Pechino 2022, suo esordio olimpico, si è classificato 27º nella discesa libera e non ha completato il supergigante; ai Mondiali di Saalbach-Hinterglemm 2025 è stato 10º nella combinata a squadre e non ha completato il supergigante.

## Palmarès

### Mondiali juniores
- 1 medaglia:
  - 1 oro (supergigante a Soči/Roza Chutor 2016)

### Coppa del Mondo
- Miglior piazzamento in classifica generale: 28º nel 2021
- 1 podio (in supergigante):
  - 1 secondo posto

### Coppa Europa
- Miglior piazzamento in classifica generale: 78º nel 2017

### South American Cup
- Miglior piazzamento in classifica generale: 35º nel 2023
- 1 podio:
  - 1 secondo posto

### Campionati francesi
- 4 medaglie:
  - 2 ori (supergigante nel 2016; discesa libera nel 2021)
  - 2 argenti (discesa libera, supergigante nel 2022)